# 대한민국 민법 제282조
대한민국 민법 제282조는 지상권의 양도, 임대에 대한 민법 물권법 조문이다.

## 조문
제282조(지상권의 양도, 임대) 지상권자는 타인에게 그 권리를 양도하거나 그 권리의 존속기간 내에서 그 토지를 임대할 수 있다.